# Butterfly Lake (Florida)
Der Butterfly Lake ist ein auf Meereshöhe gelegener See im Pinellas County im Bundesstaat Florida in den Vereinigten Staaten. Er liegt im Stadtteil Shore Acres von St. Petersburg. Bis etwa Mitte des 20. Jahrhunderts befand sich der See noch in einem von Kiefern und Palmen bewachsenen Gebiet nordöstlich des damaligen Stadtgebietes. Ein Bauunternehmer aus Minnesota begann jedoch 1950, die Halbinsel als Wohngebiet zu erschließen, sodass sich der See heute mitten im Siedlungsgebiet befindet.